# Marley (filme)
Marley (br/pt: Marley) é um filme documentário-musical anglo-estadounidense de 2012,  dirigido por Kevin Macdonald. Baseado em fatos reais, conta a história, a música e o legado do cantor de reggae jamaicano, Bob Marley. O documentário deveria estrear no dia 2 de novembro de 2012 no Brasil, mas o lançamento foi adiado duas vezes, primeiro foi adiado para o dia 30 de novembro e depois para o dia 21 de dezembro de 2012. Contudo, o filme foi lançado diretamente em DVD no país sul-americano.

## Sinopse
A história de vida definitivo do músico, revolucionário, lenda e, desde seus primeiros dias de sua ascensão ao estrelato internacional. Feito com o apoio da família Marley, há imagens raras, performances incríveis e entrevistas reveladoras com as pessoas que o conheceram melhor.

## Elenco
Entrevistas com participações de:
- Bob Marley
- Rita Marley
- Ziggy Marley
- Cedella Marley
- Lee Perry
- Chris Blackwell
- Cindy Breakspeare
- Peter Marley
- Bunny Wailer
- Lee Jaffe
- Constance Marley
- Judy Mowatt
- Pascaline Bongo Odima
- Carlton Fraser
- Marcia Griffiths
- Diane Jobson
- The Wailers
- Neville Garrick
- Margaret James
- Nancy Burke
- Danny Sims
- Junior Marvin
- Evelyn Higgin
- Conroy Cooper
- Ibis Pitts
- Clive Chin
- Desmond Smith
- Aston Barrett
- Tony Welch
- Imogene Wallace
- Dudley Sibley
- Allan Cole
- Derek Higgin
- Donald Kinsey
- Hugh Creek Peart
- Lloyd McDonald
- Alvin Patterson
- Carlton Davis
- Waltraud Ullrich
- Eddie Sims
- Dennis Thompson